# Buslijn 66 (Venlo-Roermond)
Buslijn 66 gaat van Station Venlo naar Station Roermond in de Nederlandse provincie Limburg.
Buslijn 66 rijdt sinds de start in 2006 onder meer door: Venlo, Tegelen, Belfeld, Reuver, Beesel, Swalmen en Roermond.
De lijndienst wordt sinds 11 december 2016 uitgevoerd door Arriva. Van 2006 tot 2016 werd de lijn uitgebaat door Veolia Transport Nederland die evenwel de concessie in Limburg verloor en toen ook haar activiteiten stopzette. 

## Vorige buslijnen op traject
Het traject Venlo naar Roermond was vanaf 1978 onderdeel van lijn 30, een busverbinding van Venray naar Roermond, over Venlo. Buslijn 30 werd van 1978 tot 1994 uitgebaat door Zuidooster. Toen Zuidooster in 1995 fusioneerde met Verenigd Streekvervoer Limburg in Hermes was het onder die vlag dat lijn 30 van 1995 tot 2001 werd bediend. Van 2001 tot 2006 bleef Hermes vervoerder maar door een wijziging in het routeschema gebeurde dit vanaf 2001 middels de nieuwe buslijnen 35 en 36. Hermes verloor de concessie in Limburg eind 2006 aan Veolia.